# 쿤둔
《쿤둔》(영어: Silence)은 마틴 스코세이지가 감독, 멀리사 매티슨이 각본을 맡은 1997년에 개봉한 미국의 서사 전기 영화이다. 티베트의 정치적 망명자이자 정신적 지도자인 제14대 달라이 라마의 생애와 저서들들을 바탕으로 하였다. 달라이 라마의 종손인 텐진 듀톱 차롱(Tenzin Thuthob Tsarong)은 달라이 라마의 성인 역으로 출연했으며, 달라이 라마의 질녀인 텐초 걀포(Tencho Gyalpo)는 달라이 라마의 어머니 역으로 출연했다.
"존재"를 뜻하는 "쿤둔"(སྐུ་མདུན་་ 티베트어의 와일리 전자법: sku mdun)은 달라이 라마를 칭하는 호칭이다. 《쿤둔》은 같은 장소와 달라이 라마의 대한 묘사등을 공유하는 《티벳에서의 7년》이 개봉한지 몇 달이 안되어 개봉하였다.

## 출연
- 텐진 듀톱 차롱(Tenzin Thuthob Tsarong) - 제14대 달라이 라마 (성인)
  - 규메 테통(Gyurme Tethong) - 달라이 라마 (12세)
  - 툴쿠 잠양 쿵가 텐진(Tulku Jamyang Kunga Tenzin) - 달라이 라마 (5세)
  - 텐진 예쉬 파이창(Tenzin Yeshi Paichang) - 달라이 라마 (2세)
- 텐초 걀포(Tencho Gyalpo) - 달라이 라마의 어머니
- 텐진 토퍄르(Tenzin Topjar) - 롭상 (5-10세)
- 체왕 미규 캉사(Tsewang Migyur Khangsar) - 달라이 라마의 아버지
- 텐진 로도에(Tenzin Lodoe) - 탁스테르 린포셰
- Tsering Lhamo as Tsering Dolma
- 게쉬 예쉬 갸초(Geshi Yeshi Gyatso) - 세라의 라마
- Losang Gyatso - The Messenger (as Lobsang Gyatso)
- 소남 푼촉(Sonam Phuntsok) - Reting Rinpoche
- Gyatso Lukhang - Lord Chamberlain
- 루상 삼텐 - Master of the Kitchen
- Jigme Tsarong - Taktra Rinpoche (as Tsewang Jigme Tsarong)
- Tenzin Trinley - Ling Rinpoche
- Robert Lin - chairman Mao Zedong
- Jurme Wangda - Prime Minister Lukhangwa
- Jill Hsia - Little Girl

## 같이 보기
- 티벳에서의 7년 (영화)